# 帕納伊巴河

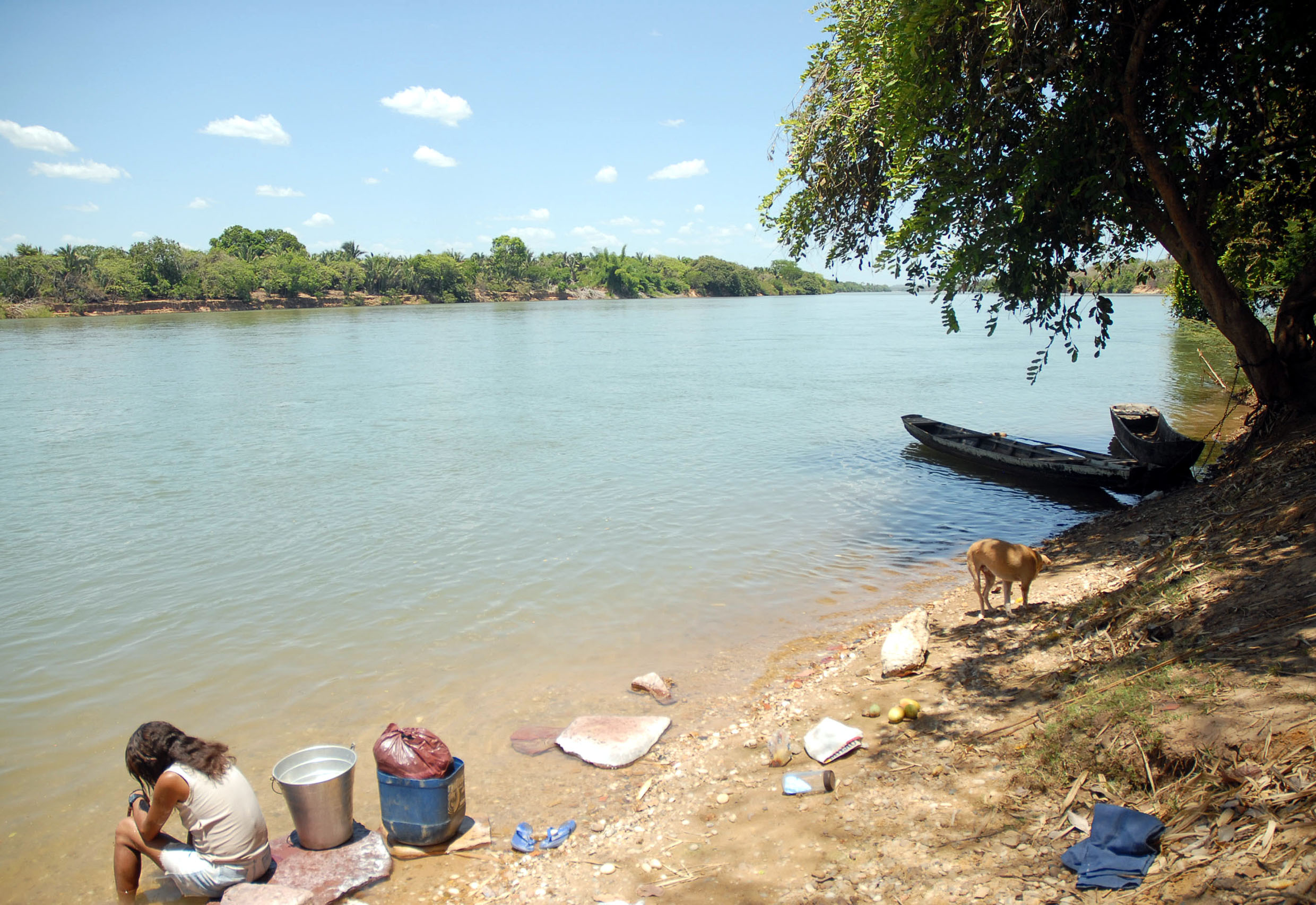
帕納伊巴河

帕納伊巴河（葡萄牙語：Rio Parnaíba）是巴西的河流，位於該國東北部，成為皮奧伊州和馬拉尼昂州之間的界線，發源自曼加貝拉斯山脈山腳，河道全長1,485公里，集水區面積344,112平方公里。
2°45′01″S 41°49′15″W / 2.75033°S 41.8208°W